# John Atanasoff

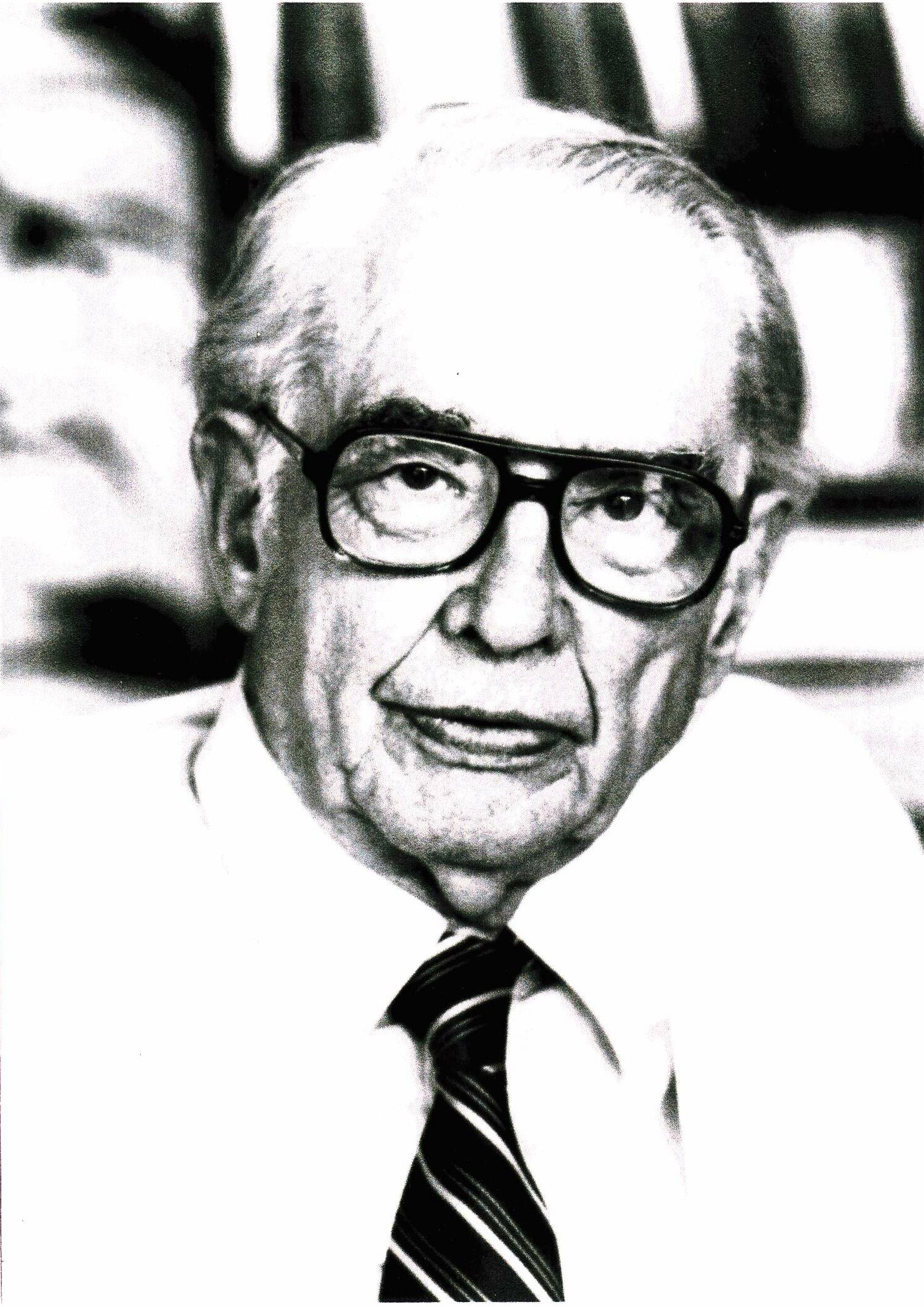
John Vincent Atanasoff.

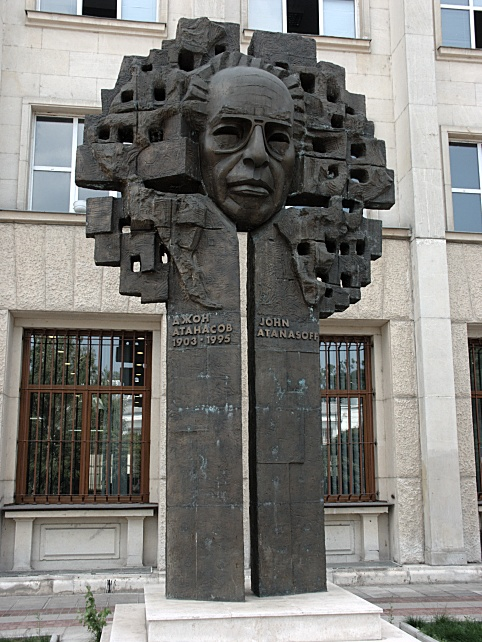
Monument dedicat a John Atanasoff a Sofia, Bulgària.

John Atanasoff (Hamilton, Nova York, 4 d'octubre de 1903 - Frederick, Maryland, 16 juny de 1995) va ser un destacat enginyer electrònic estatunidenc d'origen búlgar. El seu treball va ser fonamental per al desenvolupament de l'ordinador digital modern.
Atanasoff va inventar el primer ordinador digital electrònic a la dècada del 1930 a l'Iowa State College (ara conegut com a Universitat Estatal d'Iowa). Els reptes a la seva afirmació es van resoldre el 1973 quan Honeywell v. La demanda de Sperry Rand va dictaminar que Atanasoff era l'inventor de l'ordinador. La seva màquina especial s'ha anomenat Atanasoff–Berry Computer.

## Primers anys i educació
Atanasoff va néixer el 4 d'octubre de 1903 a Hamilton, Nova York, fill d'un enginyer elèctric i un professor d'escola. El pare d'Atanasoff, Ivan Atanasov, era d'origen búlgar, nascut l'any 1876 al poble de Boyadzhik, prop de Yambol, aleshores a l’Imperi Otomà. Mentre Ivan Atanasov era encara un nen, el seu propi pare va ser assassinat pels soldats otomans després de l’aixecament d'abril búlgar. El 1889, Ivan va emigrar als Estats Units amb el seu oncle. El pare de John es va convertir més tard en enginyer elèctric, mentre que la seva mare, Iva Lucena Purdy (d'ascendència mixta francesa i irlandesa), va ser professora de matemàtiques.
Atanasoff es va criar a Brewster, Florida. Les ambicions i les activitats intel·lectuals del jove Atanasoff van estar en part influenciades pels seus pares, els interessos dels quals per les ciències naturals i aplicades van conrear en ell un sentit de curiositat i confiança crítiques. A l'edat de nou anys, va aprendre a utilitzar una regla de càlcul, seguida poc després de l'estudi dels logaritmes, i posteriorment va completar l'escola secundària a la Mulberry High School en dos anys. El 1925, Atanasoff va rebre la seva llicenciatura en enginyeria elèctrica a la Universitat de Florida.
Va continuar la seva educació a Iowa State College i el 1926 va obtenir un màster en matemàtiques. Va completar la seva educació formal l'any 1930 obtenint un doctorat en física teòrica a la Universitat de Wisconsin–Madison amb la seva tesi, La constant dielèctrica de l'heli. En acabar el seu doctorat, Atanasoff va acceptar una càtedra assistent a l'Iowa State College en matemàtiques i física.

## Desenvolupament informàtic

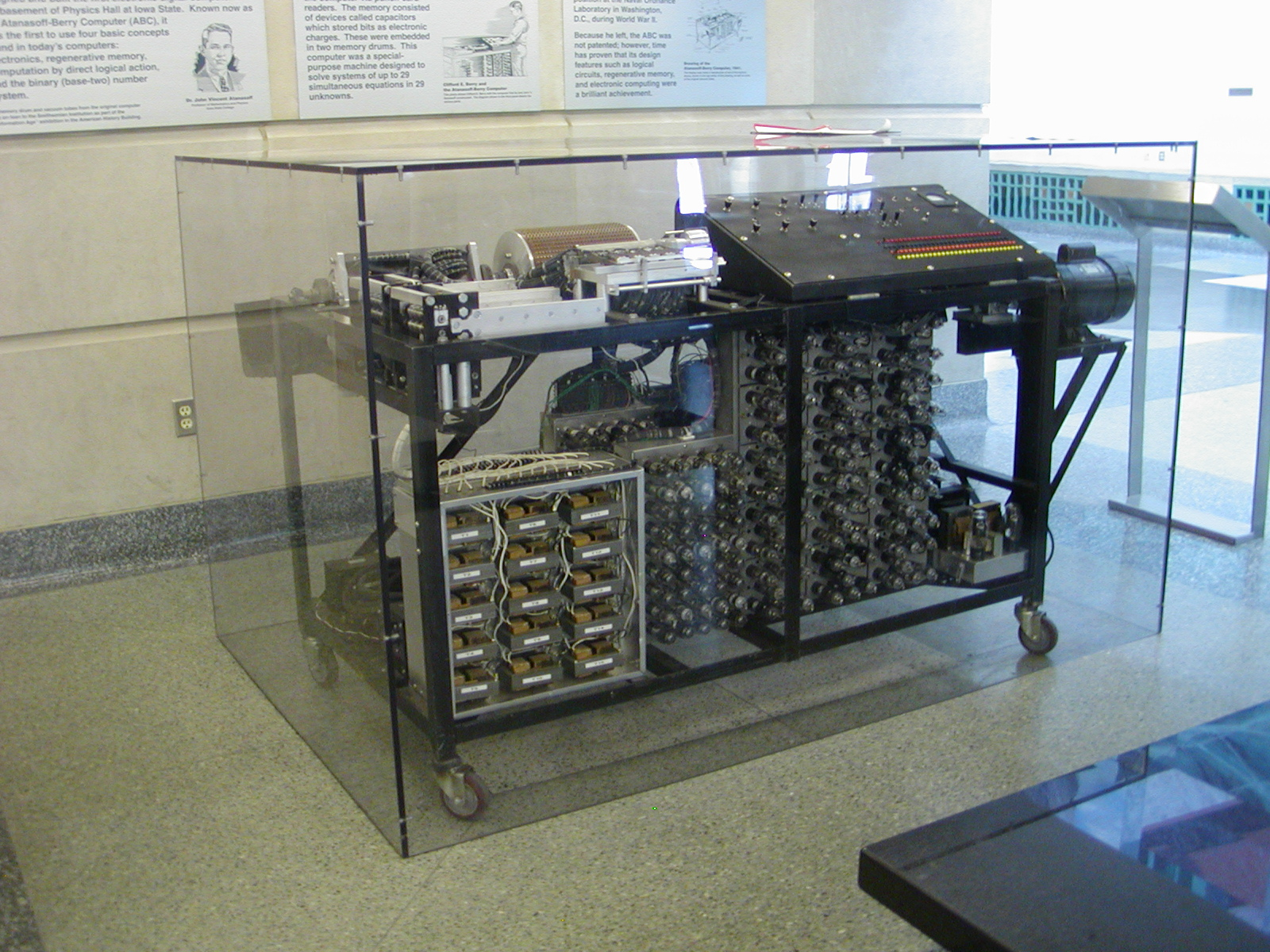
Rèplica de l'ordinador Atanasoff-Berry de 1997 al Durham Center, Universitat Estatal d'Iowa

En part a causa de la monotonia d'utilitzar la calculadora mecànica Monroe, que era la millor eina que tenia disponible mentre escrivia la seva tesi doctoral, Atanasoff va començar a buscar mètodes de càlcul més ràpids. A l'estat d'Iowa, Atanasoff va investigar l'ús de calculadores Monroe esclaves i tabuladores IBM per a problemes científics, amb les quals controlava la Monroe utilitzant la sortida d'una IBM. El 1936 va inventar una calculadora analògica per analitzar la geometria de superfícies. En aquest punt, estava ampliant els límits del que podien fer els engranatges i la fina tolerància mecànica necessària per a una bona precisió el va empènyer a considerar solucions digitals.
Amb una subvenció de 650 dòlars rebuda el setembre de 1939 i l'ajuda del seu estudiant de postgrau Clifford Berry, l’ordinador Atanasoff-Berry (ABC) va ser prototipat el novembre d'aquell any. Segons Atanasoff, uns quants principis operatius de l'ABC van ser concebuts per ell durant l'hivern de 1938 després d'un viatge a Rock Island, Illinois.
Les idees clau emprades a l'ABC incloïen matemàtiques binàries i lògica booleana per resoldre fins a 29 equacions lineals simultànies. L'ABC no tenia unitat central de processament (CPU), sinó que va ser dissenyat com un dispositiu electrònic que utilitzava vàlvules de buit per a la computació digital. També tenia memòria de condensador regeneratiu que funcionava mitjançant un procés similar al que s'utilitza avui dia a la memòria DRAM.

## Història
En part a causa de la pesadesa de l'ús de la calculadora mecànica de Monroe, que era la millor eina de càlcul que disposava Atanasoff mentre escrivia la seva tesi doctoral, va començar a buscar un ús en les calculadores de Monroe esclaves i del tabulador IBM per a la resolució de problemes científics. El 1936 va inventar una calculadora analògica per a l'anàlisi de la geometria de superfícies. La tolerància mecànica requerida per aconseguir una bona exactitud el va portar a considerar un disseny digital. L'Atanasoff Berry Computer (ABC) va ser concedida pel professor partint d'una idea feliç durant l'hivern de 1937-1938. La idea li va sorgir en una taverna on va apuntar els principis del seu computador en un tovalló de paper. Aquests principis eren quatre: ús de l'electrònica i l'electricitat, ocupació de nombres binaris, ús de condensadors com a elements de memòria i càlcul directe d'operacions lògiques. Per al desenvolupament de l'enginy, Atanasoff va pensar a comptar amb l'ajuda d'un alumne graduat. Va consultar al seu col·lega Harold Anderson, i aquest li va recomanar Clifford Berry. Amb una beca de 650$ concedida al setembre de 1939, l'ABC va comptar amb un prototip; era el millor que s'havia fet fins al moment. El novembre d'aquest mateix any aquest primer prototip sumava o restava dos registres de vint bits usant un bit de ròssec, i és el primer computador electrònic digital conegut. Els punts claus que definien l'ABC eren un sistema numèric binari i l'ús de la lògica booleana per resoldre sistemes de fins a 29 equacions lineals. L'ABC no tenia Unitat Central de Procés (CPU), però estava dissenyat com una màquina electrònica i usava vàlvules de buit per aconseguir una ràpida velocitat de procés. També usava una memòria regenerativa a força de condensadors diferenciada de la resta de l'arquitectura, un sistema encara usat avui en les memòries DRAM.

## L'embolic de la propietat intel·lectual

### Atanasoff coneix Mauchly
John Atanasoff va conèixer John Mauchly en l''American Association for the Advancement of Science' celebrat a Filadèlfia el desembre de 1940, on Mauchly realitzava una demostració del seu 'harmonic analyzer'. Aquesta era una calculadora analògica per a l'anàlisi de dades meteorològiques. Atanosoff va parlar-li a Mauchly sobre el seu nou enginy digital i el va convidar a veure'l. Durant aquest mateix viatge a Filadèlfia, Atanasoff i Berry van visitar l'oficina de patents a Washington, on la seva investigació els va assegurar que els conceptes en què es basava la seva màquina eren nous. El 15 de gener de 1941, un article aparegut en el 'Des Moines Register' parlava de l'ABC com «una màquina de computació electrònica» amb més de 300 tubs de buit que podia «calcular complicades equacions algebraiques». El juny de 1941 Mauchly va visitar Atanasoff a Ames, Iowa per veure l'ABC. Durant aquests quatre dies com a convidat d'Atanasoff, Mauchly va discutir minuciosament el prototip de l'ABC, el va examinar, i va revisar el disseny manuscrit d'Atanasoff detalladament. Abans d'aquesta visita, Mauchly no havia proposat el disseny d'un computador digital. El setembre de 1942 Atanasoff va abandonar el l'estat d'Iowa per un lloc en el 'Naval Ordenance Laboratory' a Washington DC. Va confiar la sol·licitud de la patent de l'ABC als administradors del 'Iowa State College'. La sol·licitud mai va ser emplenada. Mauchly va visitar Atanasoff en múltiples ocasions a Washington durant 1943 i van discutir teories de computació, però no va esmentar que estava treballant en un projecte per a la construcció d'un computador. El treball personal de Mauchly, com ell mateix va dir, era massa secret per ser revelat. La construcció de l'ENIAC de John Mauchly amb l'ajut de John Presper Eckert entre 1943 i 1946, el primer computador de Turing, va suscitar la controvèrsia sobre qui era el veritable inventor del computador modern.

### La patent
La disputa sobre els drets de la patent van desembocar en un plet el 26 de maig de 1967 de Honeywell Inc. contra la patent de l'ENIAC, defensada per Sperry Rand en nom de Mauchly i Eckert al jutjat del districte de Minneapolis, Minnesota. El procés, un dels més llargs i costosos en els jutjats federals en el seu temps, va començar l'1 de juny de 1971 i va durar fins al 13 de març de 1972, i va comptar amb 77 testimonis. Va ser legalment resolt el divendres 19 d'octubre de 1973, quan el jutge de districte Earl R. Larson va declarar invàlida la patent, dictaminant que l'ENIAC havia heretat moltes idees claus de l'Atanasoff Berry Computer. El jutge Larson va dir textualment: «Eckert i Mauchly no van inventar ells sols el primer computador electrònic, sinó que van partir des d'un del Dr. John Vincent Atanasoff». La decisió a Honeywell Inc. contra Sperry Rand Corp et al. va ser tan ben corroborada que no hi va haver apel·lació. Però el veredicte va ser poc publicitat en el seu temps, potser perquè va quedar enfosquit pel cas Watergate. Tot i la reivindicació d'Atanasoff, la seva victòria no va ser completa, ja que l'ENIAC, i no l'ABC, continua sent considerat el primer computador modern.

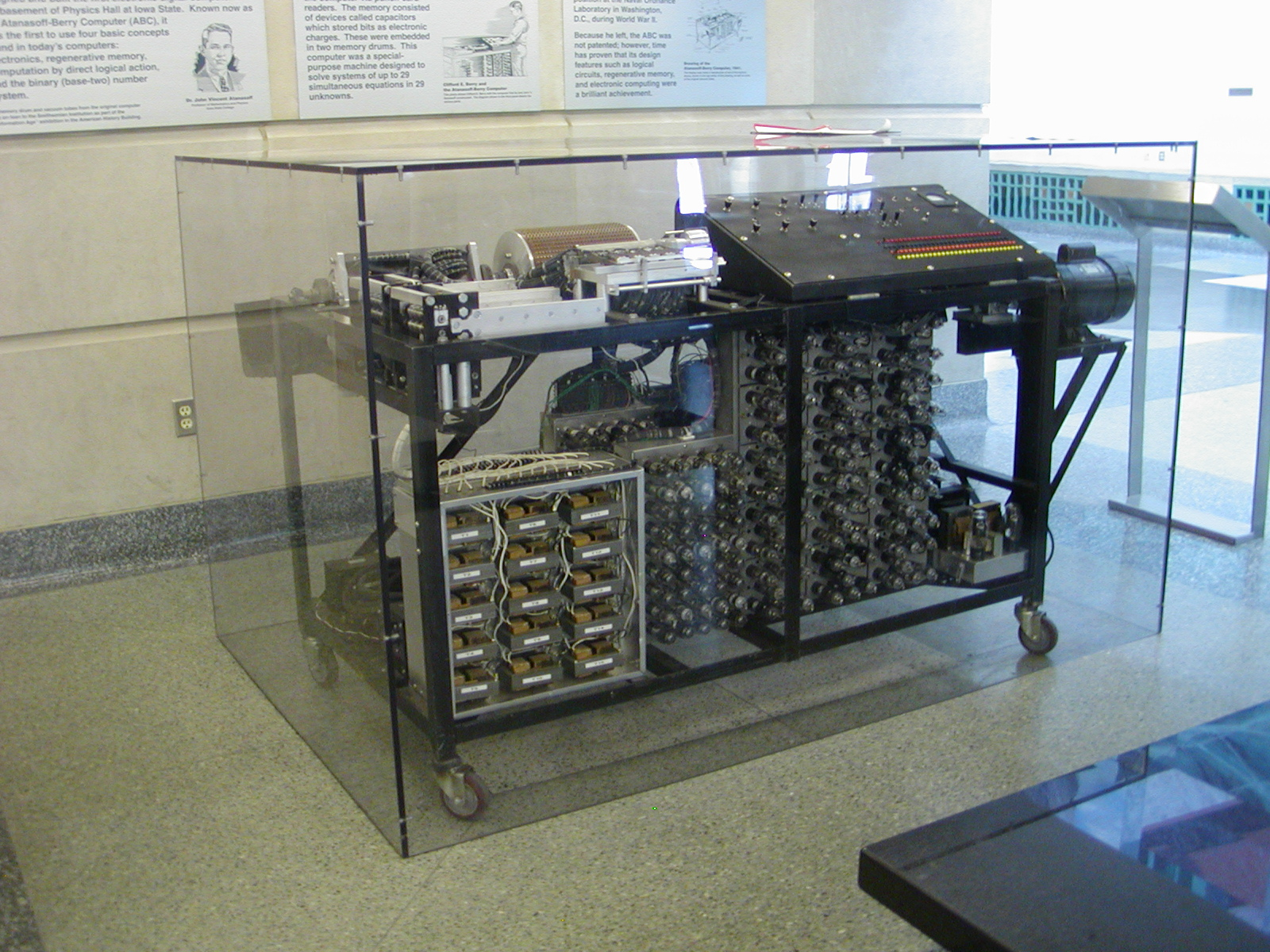
Rèplica de 1997 del computador Atanasoff-Berry, Durham Center, Iowa State University

## Després de la guerra
Després d'acabar la Segona Guerra Mundial Atanasoff va continuar treballant per al govern i va desenvolupar sismògrafs i microbaròmetres especialitzats en la detecció d'explosions a llarga distància. El 1952 va fundar i va dirigir la 'Ordenance Engineering Corporation'. El 1956 va vendre la seva companyia a la 'Aerojet General Corporation' i es va convertir en el president de la seva divisió atlàntica. L'ABC es va convertir en un simple record. No va ser fins a 1954 quan es van escoltar rumors que algunes de les seves idees havien estat 'manllevades'. La patent de l'ENIAC va ser sol·licitada el 1947 però no va ser concedida fins al 1964. El 1961 Atanasoff va fundar una altra empresa, 'Cybernetics Incorporated'. Només es va involucrar gradualment en la disputa legal veient el ràpid creixement de les companyies d'ordinadors. Seguint a la resolució de la patent, Atanasoff va ser afectuosament reconegut pel 'Iowa State College', que s'havia convertit en la 'Iowa State University'. Més tard van arribar més premis. Es va retirar a Maryland i va morir el 1995. John Mauchly, Presper Eckert, i les seves famílies mai van admetre cap conducta incorrecta.

## Honors i distincions

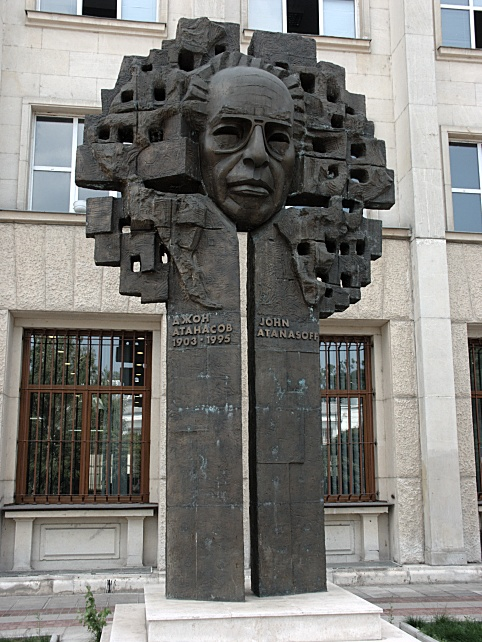
Monument a John Atanasoff a Sofia, Bulgària

Atanasoff va visitar Bulgària dues vegades, el 1975 i el 1985. Va visitar el poble de Boyadzhik, on el seu avi havia estat afusellat pels turcs otomans, i va ser ben rebut pels locals i els familiars del seu pare. Va ser nomenat ciutadà honorable de la ciutat de Yambol, i va rebre la Clau de la Ciutat. També va rebre diversos títols per l’Acadèmia de Ciències de Búlgar. El premi John Atanasov s'atorga cada any a Bulgària.
Ivan, pare d'Atanasoff, havia emigrat el 1889 des de Bulgària amb 13 anys. El 1970 Atanasoff va ser convidat a Bulgària per la 'Bulgarian Academy of Sciences' perquè el govern búlgar li atorgués l'ordre 'Cyril i Methodius' al mèrit de primera classe. Estava orgullós perquè Bulgària va ser el primer país a reconèixer el seu treball i sempre emfatitzava en les seves arrels búlgares.
El 1990, el president George H.W. Bush va atorgar a Atanasoff la Medalla Nacional de Tecnologia dels Estats Units, el màxim honor dels Estats Units atorgat per assoliments relacionats amb el progrés tecnològic.
El 1981 va rebre la 'Computer Pioneer Medal' atorgada pel prestigiós 'Institute of Electrical and Electronics Engineers' (IEEE). L'Atanasoff Hall, un edifici d'informàtica al campus de la 'Iowa State', rep el seu nom en honor seu. Finalment, el 1990, el president George H. W. Bush va premiar Atanasoff amb la 'United States National Medal of Technology'.
Va rebre altres distincions, entre les quals:
- U.S. Navy Distinguished Service Award (1945)
- Citation, Seismological Society of America (1947)
- Citation, Admiral, Bureau of Ordnance (1947)
- Membresia del Club Cosmos (1957)[12]
- Order of Cyril and Methodius (1970)
- Doctor of Science (hon.) University of Florida (1974)
- Honorary membership, Society for Computer Medicine (1974)
- Iowa Inventors Hall of Fame (1978)
- Iowa Governor's Science Medal (1985)
- Orde de la República Popular de Bulgària, Primera Classe (1985)[10]
- Premi d'Apreciació de la Informàtica, EDUCOM (1985)[13]
- Holley Medal, American Society of Mechanical Engineers (1985)
- Membre estranger de l’Acadèmia Búlgara de les Ciències (1985)[14]
- Ciutadà honorari de la ciutat de Iàmbol, Bulgària (1985; el pare d'Atanasoff va néixer a la regió de Iàmbol)[14]
- Coors American Ingenuity Award (1986)
- Doctor of Science (hon.) University of Wisconsin (1987)
- Premi Iowa (2001)[15]

### Anomenat així per Atanasoff
- Nunatak d'Atanasoff (un pic) a l'illa Livingston, a les illes Shetland del Sud, Antàrtida[16]
- L’asteroide (3546) Atanasoff, descobert per l’Observatori Rozhen[17] [18][19]
- El Premi John Atanasoff, establert per Georgi Parvanov el 2003 i atorgat anualment pel president de Bulgària a un jove búlgar pels seus èxits en el camp de la informàtica i les tecnologies de la informació i la societat de la informació de Bulgària[20][21]
- L'Escola Tècnica John Atanasoff de la ciutat búlgara de Plovdiv, una branca de la Universitat Tècnica de Sofia[22]
- El torneig nacional búlgar John Atanasoff d'informàtica i tecnologies de la informació, que se celebra anualment a la ciutat de Shumen des del 2001
- L'Escola Professional Secundària d'Electrònica John Atanasoff a la ciutat de Stara Zagora, Bulgària[23]
- L'Escola Professional Secundària d'Electrònica John Atanasoff de Sofia[24]
- El centre cultural comunitari John Atanasoff Chitalishte, Sofia[25]
- John Atanasoff Chitalishte, poble de Boyadzhik, Bulgària (el lloc de naixement del pare d'Atanasoff)[26]
- Escola de Primària de 4t curs del professor John Atanasoff, Sofia
- L'institut privat John Atanasoff, Blagoevgrad, Bulgària[27]
- L'Institut Tècnic Professional John Atanasoff, Kyustendil, Bulgària[28]
- L'Escola de Búlgar John Atanasoff, Chicago, Illinois,
- Escola Superior Professional d'Informàtica Econòmica John Atanasoff, Targovishte, Bulgària
- Club d'Informàtica d'Estudiants de la Universitat John Atanasoff, Universitat de Plovdiv, Bulgària[29]
- John Atanasoff Street, Yambol, Bulgària[30]
- John Atanasoff Street, Sofia[31]